# Повіт Ню
Пові́т Ню́ (яп. 丹生郡, にゅうぐん, МФА: [ɲuː guɴ]) — повіт у префектурі Фукуй, Японія.